# Färöischer Fußballpokal der Frauen 2016
Der Färöische Fußballpokal der Frauen 2016 fand zwischen dem 1. Mai und 3. September 2016 statt und wurde zum 27. Mal ausgespielt. Im Endspiel, welches im Tórsvøllur-Stadion in Tórshavn auf Kunstrasen ausgetragen wurde, siegte Titelverteidiger KÍ Klaksvík mit 3:2 gegen HB Tórshavn und konnte den Pokal somit zum siebten Mal in Folge gewinnen.
KÍ Klaksvík und HB Tórshavn belegten in der Meisterschaft die Plätze eins und vier, dadurch erreichte KÍ Klaksvík das Double. Für KÍ Klaksvík war es der 14. Sieg bei der 20. Finalteilnahme, für HB Tórshavn die sechste Niederlage bei der elften Finalteilnahme.

## Teilnehmer
Teilnahmeberechtigt waren folgende sieben A-Mannschaften der ersten und zweiten Liga:
| 1. Deild                                                                            | 2. Deild           |
| 0B36 Tórshavn 0B68 Toftir 0EB/Streymur/Skála 0HB Tórshavn 0ÍF/Víkingur 0KÍ Klaksvík | 0FF Giza/FC Hoyvík |

## Modus
HB Tórshavn war für das Halbfinale gesetzt. Die verbliebenen Teams spielten in einer Runde die restlichen drei Teilnehmer aus. Alle Runden wurden im K.-o.-System ausgetragen.

## Qualifikationsrunde
Die Partien der Qualifikationsrunde fanden am 1. Mai statt.
|                   | Ergebnis   |              |
| ----------------- | ---------- | ------------ |
| B68 Toftir        | 0:1 (0:1)  | ÍF/Víkingur  |
| EB/Streymur/Skála | 3:0 (1:0)  | B36 Tórshavn |
| FF Giza/FC Hoyvík | 0:16 (0:8) | KÍ Klaksvík  |

## Halbfinale
Die Hinspiele im Halbfinale finden am 22. Mai statt, die Rückspiele am 16. Juni.
|             | Gesamt    |                   | Hinspiel  | Rückspiel     |
| ----------- | --------- | ----------------- | --------- | ------------- |
| HB Tórshavn | 4:0       | ÍF/Víkingur       | 2:0 (1:0) | 1 2:0 (1:0) 1 |
| KÍ Klaksvík | (a)2:2(a) | EB/Streymur/Skála | 0:1 (0:0) | 2:1 (1:1) 1   |

## Finale
| Paarung        | HB Tórshavn – KÍ Klaksvík |
| Ergebnis       | 2:3 (1:1) |
| Datum          | 3. September 2016 |
| Stadion        | Tórsvøllur, Tórshavn |
| Zuschauer      | 412 |
| Schiedsrichter | Rani A. Skaalum (Tórshavn) |
| Tore           | 0:1 Evy á Lakjuni (19.) 1:1 Milja Simonsen (43.) 1:2 Hervør Olsen (54.) 1:3 Liljan Jacobsen (72.) 2:3 Milja Simonsen (83.) |
| HB Tórshavn    | Annika Dam – Liljan Petersen , Barbara á Dunga (61. Lea Hansen) – Marjun undir Kletti, Ása á Reynatúgvu, Jónvá Hentze, Lív Arge (76. Hildur Egilsdóttir), Sólrun Thomsen – Valgerð Andreasen, Milja Simonsen, Elin Maria Isaksen (76. Heidi Sevdal) Cheftrainer: Alexandre da Silva Braga ( Brasilien) & Ríkin Djurhuus |
| KÍ Klaksvík    | Ana Ivanov – Katrina Akursmørk (83. Malena Josephsen), Ragna Patawary , Bára Klakstein, Sigrid Jacobsen – Ása Thomsen, Eyðvør Klakstein, Rannvá Andreasen, Evy á Lakjuni (67. Liljan Jacobsen), Olga Kristina Hansen – Hervør Olsen (90. Erla Christiansen) Cheftrainer: Aleksandar Jovevic ( Serbien)                  |

## Torschützenliste
| Platz | Spieler          | Verein            | Tore |
| ----- | ---------------- | ----------------- | ---- |
| 1     | Hervør Olsen     | KÍ Klaksvík       | 05   |
| 2     | Milja Simonsen   | HB Tórshavn       | 04   |
| 3     | Liljan Jacobsen  | KÍ Klaksvík       | 03   |
| 3     | Evy á Lakjuni    | KÍ Klaksvík       | 03   |
| 3     | Margunn Lindholm | EB/Streymur/Skála | 03   |
| 3     | Maria Thomsen    | KÍ Klaksvík       | 03   |
| 7     | Rannvá Andreasen | KÍ Klaksvík       | 02   |